# 岐阜県道483号稲越角川停車場線
岐阜県道483号稲越角川停車場線（ぎふけんどう483ごう いなごえつのがわていしゃじょうせん）は、岐阜県飛騨市内を通る一般県道である。

## 概要

### 路線データ
- 起点：岐阜県飛騨市河合町稲越
- 終点：角川停車場

## 沿革
- 1977年（昭和52年）2月27日 ： 認定[1]

## 地理

### 通過する自治体
- 岐阜県
  - 飛騨市

### 接続する道路
- 岐阜県道75号神岡河合線（飛騨市河合町稲越）
- 国道360号（越中西街道・飛騨市河合町角川 - 飛騨市河合町小無雁で重複）

### 周辺

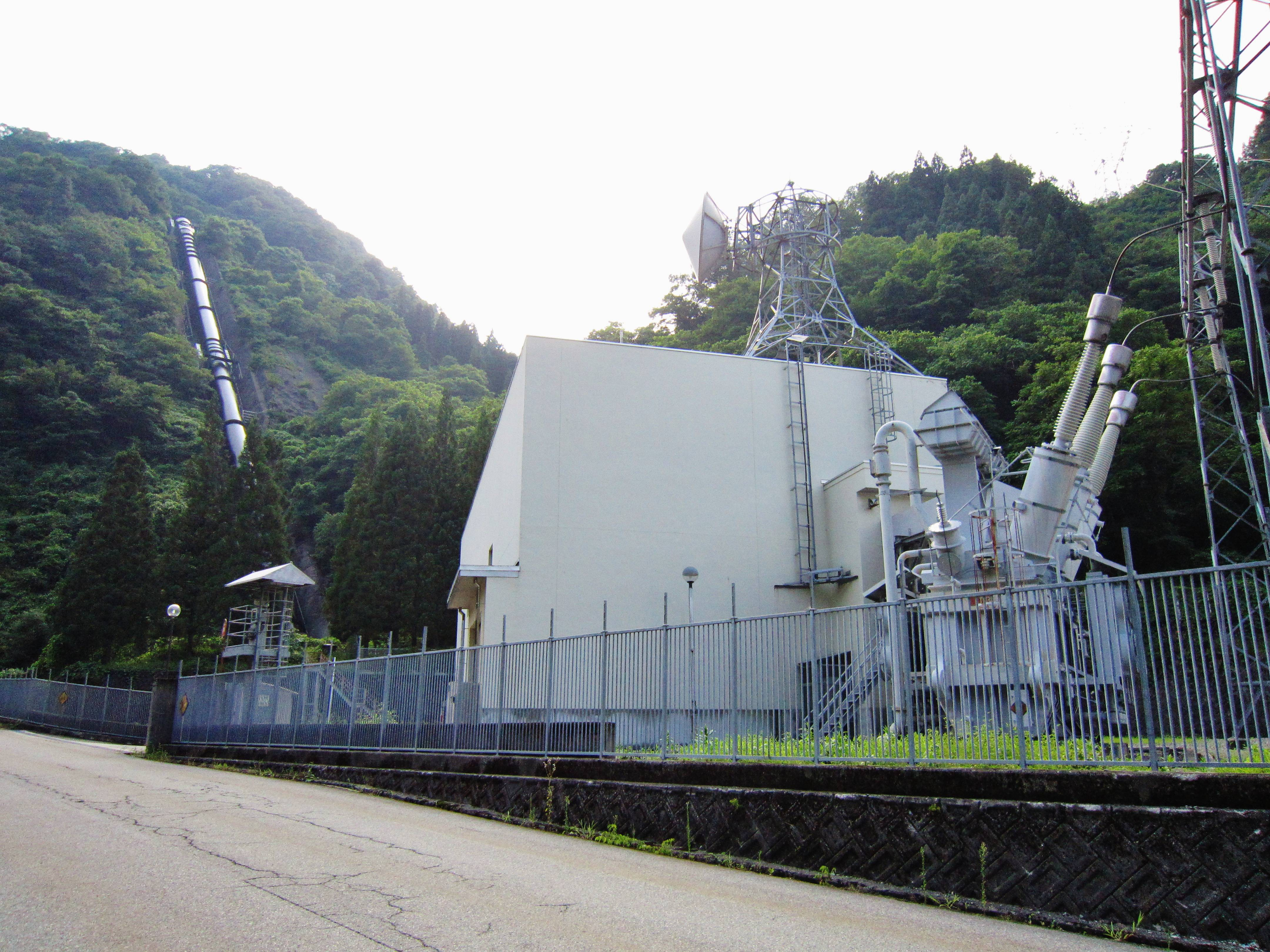
下小鳥発電所

- 飛騨市立河合中学校
- JR高山本線 角川駅
- 関西電力・下小鳥発電所